# Lúcia Leão
Lúcia Isaltina Clemente Leão (São Paulo, 21 de novembro de 1963), ou simplesmente Lucia Leão (como assina seus trabalhos), é uma professora universitária e artista plástica brasileira.
É professora do programa de pós-graduação em Tecnologias da Inteligência e Design Digital (TIDD) na Pontifícia Universidade Católica de São Paulo.

## Obras
- O Chip e o Caleidoscópio"
- Cibercultura 2.0
- O labirinto da hipermídia: arquitetura e navegação no ciberespaço (1999)
- A estética do labirinto (2002)
- Interlab (2002) Ed. Iluminuras, São Paulo